# فرم دوخطی تبهگن
در  ریاضیات، به ویژه جبر خطی شکل دوخطی تبهگن (f(x,y روی بردار فضای V آن است که تبدیل V به *V که به صورت {\displaystyle v\mapsto (x\mapsto f(x,v))} است هم شکل نباشد.
تعریف معادل هنگامی که V بعدی غیر بینهایت دارد این است که هسته غیر بدیهی داشته باشد: x غیر صفری در V وجود داشته باشد به شکلی که: 
```
برای هر

  

    

      

        
:

        
y

        
∈

        
V

        
:

      

    

    
{\displaystyle :y\in V:}

  

 

  

    

      

        
f

        
(

        
x

        
,

        
y

        
)

        
=

        
0

        

      

    

    
{\displaystyle f(x,y)=0\,}

  

```

حالت غیر تبهگن حالتی است که {\displaystyle v\mapsto (x\mapsto f(x,v))} هم ریخت است یا به طور معادل بعد آن محدود است اگر و فقط اگر؛ 
```
برای هر

  

    

      

        
:

        
y

        
∈

        
V

        
:

      

    

    
{\displaystyle :y\in V:}

  

 

  

    

      

        
f

        
(

        
x

        
,

        
y

        
)

        
=

        
0

        

      

    

    
{\displaystyle f(x,y)=0\,}

  

 نتیجه بدهد: x=0
```

اگر بعد V محدود باشد، آنگاه شکل دوخطی تبهگن است اگر و فقط اگر دترمینان ماتریس متناظر صفر باشد (اگر و فقط اگر ماتریس تکین باشد.)، و نتیجتا حالت تبهگن، حالت تکین نیز نامیده می شود. به همین شکل حالت غیر تبهگن متناظر با ماتریس غیر تکین است و به  حالت غیر تکین نیز نامیده می شود. این عبارت از پایه های انتخاب شده مستقل است.
مهمترین مثال حالت غیر تبهگن ضرب داخلی است.

## بعد نا متناهی
توجه کنید که در یک فضا با بعد نا متناهی می توان حالت دوخطی ای برای  f داشت به طوری که {\displaystyle v\mapsto (x\mapsto f(x,v))} یک به یک باشد و نه پوشا. برای مثال در قضای توابع پیوسته روی یک بازه بسته حالت زیر پوشا نیست.
{\displaystyle f(\phi ,\psi )=\int \psi (x)\phi (x)dx}
به طور مثال تابع دلتا دیراک در فضای دوگانه است ولی فرم لازم را ندارد. از طرف دیگر این حالت دوخطی در عبارت زیر صدق می کند.
{\displaystyle f(\phi ,\psi )=0\,} برای هر  {\displaystyle \,\phi } نتیجه بدهد : {\displaystyle \psi =0.\,}